# Marathon van Fukuoka 1983
De marathon van Fukuoka 1983 werd gelopen op zondag 4 december 1983. Het was de 37e editie van de marathon van Fukuoka. Aan deze wedstrijd mochten alleen mannelijke elitelopers deelnemen. De Japanner Toshihiko Seko kwam als eerste over de streep in 2:08.52.

## Uitslagen
| rang   | naam              | land | tijd    |
| ------ | ----------------- | ---- | ------- |
| Goud   | Toshihiko Seko    | JPN  | 2:08.52 |
| Zilver | Juma Ikangaa      | TAN  | 2:08.55 |
| Brons  | Shigeru So        | JPN  | 2:09.11 |
| 4      | Takeshi So        | JPN  | 2:09.17 |
| 5      | Alberto Salazar   | USA  | 2:09.21 |
| 6      | Kunimitsu Ito     | JPN  | 2:09.35 |
| 7      | Hideki Kita       | JPN  | 2:10.30 |
| 8      | David Edge        | CAN  | 2:11.48 |
| 9      | Michael Heilmann  | GER  | 2:11.49 |
| 10     | Taisuke Kodama    | JPN  | 2:12.51 |
| 11     | Hiroshi Sunaga    | JPN  | 2:13.31 |
| 12     | Paul Ballinger    | NZL  | 2:13.42 |
| 13     | Kaneo Hikima      | JPN  | 2:14.00 |
| 14     | Takeyuki Nakayama | JPN  | 2:14.15 |

1947 ·
1948 ·
1949 ·
1950 ·
1951 ·
1952 ·
1953 ·
1954 ·
1955 ·
1956 ·
1957 ·
1958 ·
1959 ·
1960 ·
1961 ·
1962 ·
1963 ·
1964 ·
1965 ·
1966 ·
1967 ·
1968 ·
1969 ·
1970 ·
1971 ·
1972 ·
1973 ·
1974 ·
1975 ·
1976 ·
1977 ·
1978 ·
1979 ·
1980 ·
1981 ·
1982 ·
1983 ·
1984 ·
1985 ·
1986 ·
1987 ·
1988 ·
1989 ·
1990 ·
1991 ·
1992 ·
1993 ·
1994 ·
1995 ·
1996 ·
1997 ·
1998 ·
1999 ·
2000 ·
2001 ·
2002 ·
2003 ·
2004 ·
2005 ·
2006 ·
2007 ·
2008 ·
2009 ·
2010 ·
2011 ·
2012 ·
2013 ·
2014 ·
2015 ·
2016 ·
2017